# Powstanie i ewolucja Układu Słonecznego

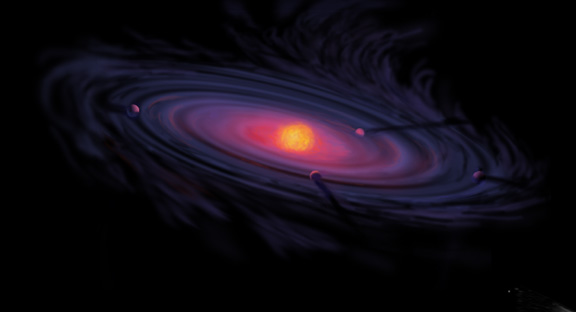
Wizja artystyczna dysku protoplanetarnego

Powstanie i ewolucja Układu Słonecznego rozpoczęły się 4,6 miliarda lat temu, na skutek grawitacyjnego zapadnięcia się jednej z części niestabilnego obłoku molekularnego. Większość zapadającej się masy zebrała się pośrodku tworząc Słońce, podczas gdy reszta spłaszczyła się, formując dysk protoplanetarny -  z niego z kolei powstały planety, księżyce, planety karłowate i pozostałe małe ciała Układu Słonecznego.
Ten powszechnie akceptowany model znany jako hipoteza mgławicy słonecznej został po raz pierwszy zaproponowany w XVIII wieku przez Emanuela Swedenborga, Immanuela Kanta i Pierre’a Simona Laplace’a. Jego późniejszy rozwój wymagał współudziału rozmaitych dyscyplin naukowych takich jak astronomia, fizyka, geologia czy nauki planetarne. Od początków ery podboju kosmosu w latach 50. XX wieku poprzez odkrycia planet pozasłonecznych w latach 90. model powstania Układu Słonecznego był kwestionowany i modyfikowany, aby uwzględnić nowe obserwacje.
Od swojego powstania Układ Słoneczny uległ znaczącym zmianom. Uważa się, że wiele księżyców (regularne) krążących wokół swoich macierzystych planet powstało z wirujących dysków gazu i pyłu, podczas gdy inne (nieregularne) zostały przechwycone lub, w przypadku Księżyca Ziemi, powstały na skutek gigantycznych zderzeń. Kolizje pomiędzy obiektami miały miejsce nieustannie do czasów współczesnych; są one zasadniczym elementem ewolucji systemu. Planety często zmieniały swoje pozycje, przesuwając się zarówno na zewnątrz, jak i do środka, a nawet zamieniając się miejscami. Migracja planetarna była odpowiedzialna za ewolucję Układu Słonecznego we wczesnym okresie jego istnienia.
Układ Słoneczny wciąż ewoluuje i nie będzie istniał wiecznie w obecnej formie. Za około 5 miliardów lat Słońce powiększy wielokrotnie swoją średnicę, stając się czerwonym olbrzymem, który odrzuci swoje zewnętrzne warstwy jako mgławicę planetarną i przekształci się w białego karła. Ruch planet najbliższych Słońcu zostanie wyhamowany przez słoneczną atmosferę i te planety spadną do jego wnętrza, dalsze planety czeka później podobny los w wyniku hamowania przez gaz mgławicy planetarnej. Istnieje też szansa, choć jest ona niezmiernie mała, że w odległej przyszłości grawitacja gwiazd przechodzących w sąsiedztwie Układu Słonecznego uszczupli orszak planet towarzyszących Słońcu, wówczas zostaną one wyrzucone w przestrzeń międzygwiezdną. Wydarzenie takie może być skutkiem zbliżenia gwiazdy z Drogi Mlecznej lub z innej galaktyki podczas zderzenia galaktyk, szczególnie, że za około 3 miliardy lat spodziewane jest zderzenie Galaktyki Andromedy z Drogą Mleczną. Istnieje też niebezpieczeństwo, że w planetę uderzy inne ciało niebieskie o masie wystarczającej do rozerwania i zniszczenia jej. Słońce pozostanie prawdopodobnie samotne, bez orbitujących planet.

## Historia poglądów

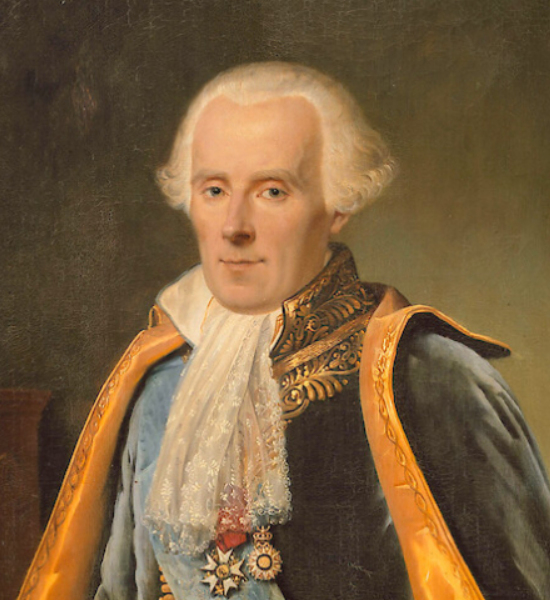
Pierre Simon Laplace, jeden z twórców hipotezy mgławicy planetarnej

Teorie dotyczące początku wszechświata sięgają najstarszych znanych źródeł pisanych. Jednak przez większość czasu nie były one powiązane z istnieniem „Układu Słonecznego”, ponieważ nie było jeszcze wiadomo, że Układ Słoneczny, w obecnym znaczeniu tego pojęcia, w ogóle istnieje. Pierwszym krokiem w kierunku współczesnej teorii powstania i ewolucji Układu Słonecznego była powszechna akceptacja heliocentryzmu, czyli modelu, który umieścił Słońce pośrodku systemu i Ziemię w orbicie wokół niego. Ten pomysł był rozważany od tysiącleci, jednak został powszechnie zaakceptowany dopiero pod koniec XVII wieku. Pierwsze odnotowane użycie pojęcia „Układ Słoneczny” pochodzi z 1704 roku.
Powszechnie akceptowana obecnie teoria powstania Układu Słonecznego, hipoteza mgławicy słonecznej, zdobywała i traciła poparcie od czasu jej sformułowania przez Emanuela Swedenborga, Immanuela Kanta i Pierre’a Simona Laplace’a w XVIII wieku. Najpoważniejszą krytyką tej hipotezy była pozorna niezdolność wyjaśnienia, dlaczego mimo olbrzymiej masy Słońce ma niewielki moment pędu w stosunku do otaczających je planet. Jednak badania młodych gwiazd prowadzone od wczesnych lat 80. XX wieku wykazały, że są one otoczone chłodnymi dyskami gazu i pyłu, zgodnie z przewidywaniami hipotezy mgławicy słonecznej, dzięki czemu odzyskała ona akceptację.
Zrozumienie przyszłej ewolucji Słońca wymagało poznania źródła zasilającej go energii. Potwierdzenie teorii względności Alberta Einsteina przez Arthura Stanleya Eddingtona dowiodło, że energia Słońca pochodzi z reakcji fuzji jądrowej wodoru zachodzącej w jądrze. W 1935 roku Eddington poszedł o krok dalej i zasugerował, że wewnątrz gwiazd mogą powstawać inne pierwiastki chemiczne (tzw. gwiezdna nukleosynteza). Fred Hoyle rozwinął tę tezę twierdząc, że wiele pierwiastków cięższych od helu powstaje wewnątrz gwiazd zwanych czerwonymi olbrzymami. Kiedy czerwony olbrzym odrzuca swoje zewnętrzne warstwy, te cięższe pierwiastki są wykorzystywane ponownie do utworzenia kolejnych systemów planetarnych.

## Powstanie

### Mgławica przedsłoneczna

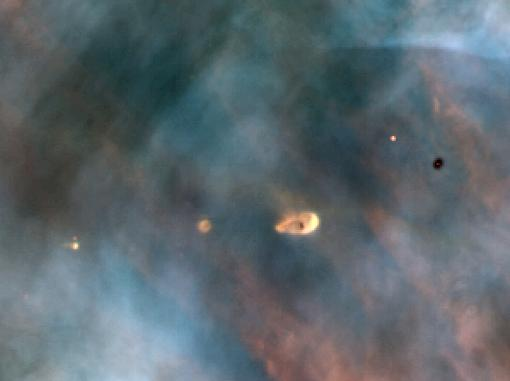
Wykonane przy pomocy Teleskopu Hubble’a zdjęcie dysku protoplanetarnego w Mgławicy Oriona, prawdopodobnie podobnego do mgławicy, z której powstało Słońce

Zgodnie z hipotezą mgławicy słonecznej Układ Słoneczny powstał na skutek grawitacyjnego zapadnięcia się obłoku molekularnego o prawdopodobnej średnicy kilku lat świetlnych. Aż do początku XXI wieku uważano, że Słońce powstało w wyniku samoistnego zapadania się odosobnionego obłoku. Pod koniec XX wieku zaobserwowano powstawanie dużej liczby gwiazd w obłokach położonych w pobliżu pozostałości po supernowych. Sugeruje to, że podczas powstawania Słońca w jego pobliżu mogły mieć miejsce supernowe. Fala uderzeniowa pochodząca z jednego z takich wybuchów mogła utworzyć w chmurze gazu i pyłu regiony o zwiększonej gęstości, powodując ich grawitacyjne zapadanie się i dając w ten sposób początek powstaniu Słońca. Ponieważ wyłącznie masywne, krótko żyjące gwiazdy wybuchają jako supernowe, Słońce musiało powstać w regionie, w którym powstawały liczne ciężkie gwiazdy, być może podobnym do Mgławicy Oriona. Dodatkowym argumentem za taką genezą Układu Słonecznego są badania meteorytów, które ujawniły ślady nietrwałych izotopów takich jak żelazo 60Fe, które powstają wyłącznie podczas eksplozji supernowych. Skład izotopów w kometach wskazuje, że zawierają one materiał po eksplozji supernowej sprzed 4,6 miliarda lat, w 2013 w meteorytach Grove Mountains 021710 i LaPaz Icefield 031117 odkryto ziarna ditlenku krzemu pochodzące z wybuchu supernowej typu II.
Jeden z takich regionów zapadającego się gazu określany jako mgławica przedsłoneczna (ang. pre-solar nebula) dał początek Układowi Słonecznemu. Ten region miał średnicę od 7000 do 20 000 jednostek astronomicznych (j.a.) i masę nieznacznie większą od masy Słońca. Jego skład chemiczny był podobny do obecnego składu Słońca. Około 98% masy stanowiły wodór i hel powstałe podczas pierwotnej nukleosyntezy zaraz po Wielkim Wybuchu. Pozostałe 2% masy to pierwiastki cięższe od litu, powstałe w procesie nukleosyntezy we wcześniejszych pokoleniach gwiazd. Pod koniec swojej ewolucji gwiazdy te wyrzuciły swe fragmenty łącznie z ciężkimi pierwiastkami w ośrodek międzygwiazdowy.
Z zasady zachowania momentu pędu wynika, że zapadająca się mgławica wirowała coraz szybciej. Wraz z zagęszczaniem się materii coraz częściej dochodziło do zderzeń pomiędzy atomami a początkowa energia potencjalna grawitacji przekształcała się w ciepło. Centrum, gdzie zgromadziło się najwięcej masy, stawało się coraz cieplejsze. W ciągu około 100 000 lat na skutek grawitacji, ciśnienia gazu, pól magnetycznych i rotacji zapadająca się mgławica uległa spłaszczeniu i stała się dyskiem protoplanetarnym o średnicy około 200 j.a., a w jej centrum uformowała się gorąca i gęsta protogwiazda.
Uważa się, że w tej fazie ewolucji Słońce było gwiazdą typu T Tauri, czerpiącą energię głównie z zapadania się materii. Badania gwiazd tego typu wskazują, że często towarzyszy im protoplanetarny dysk materii o masie od 0,001 do 0,1 masy Słońca. Kosmiczny Teleskop Hubble’a pozwolił zaobserwować w regionach powstawania gwiazd w Mgławicy Oriona dyski protoplanetarne o średnicy do 1000 j.a., zazwyczaj mają one jednak rozmiar kilkuset j.a. i są stosunkowo chłodne – osiągają temperaturę do 1000 K. W ciągu kolejnych 50 milionów lat temperatura i ciśnienie wewnątrz Słońca wzrosły do tego stopnia, że została zapoczątkowana synteza jądrowa atomów wodoru. W ten sposób w Słońcu powstało wewnętrzne źródło energii, które przeciwdziałając sile grawitacyjnego zapadania się, doprowadziło do stanu równowagi hydrostatycznej, zapobiegając dalszemu zapadaniu się materii (patrz budowa gwiazdy). Uzyskanie tego stanu oznaczało osiągnięcie przez Słońce kolejnego etapu ewolucji znanego jako ciąg główny. Na tym etapie rozwoju gwiazdy czerpią energię z przemiany wodoru na hel w swoim wnętrzu. Jest to faza, w której Słońce znajduje się obecnie.

### Powstanie planet
Uważa się, że planety powstały z mgławicy słonecznej – chmury gazu i pyłu w kształcie dysku pozostałej po powstaniu Słońca. Zgodnie z tą teorią planety powstały na skutek akrecji z niewielkich ziaren pyłu orbitujących wokół protogwiazdy. Na skutek wzajemnych kolizji ziarna te zaczęły tworzyć coraz większe obiekty, aż do powstania planetozymali o średnicy około 5 km. Poprzez kolejne zderzenia ich rozmiar w dalszym ciągu wzrastał, w tempie 15 centymetrów na rok.
W wewnętrznym Układzie Słonecznym, w odległości do 4 j.a. od Słońca, było zbyt ciepło, aby cząsteczki lotnych substancji, takich jak woda czy metan, mogły ulec kondensacji na ziarnach pyłu, zatem planetozymale, jakie formowały się w tym regionie, składały się głównie ze związków chemicznych o wysokiej temperaturze topnienia, czyli metali takich, jak żelazo, nikiel, glin, lub minerałów takich, jak krzemiany. Ostatecznie powstały z nich cztery planety skaliste, czyli Merkury, Wenus, Ziemia i Mars. Ponieważ wspomniane związki stanowiły zaledwie około 6 promili masy mgławicy, wspomniane obiekty są stosunkowo małych rozmiarów. Pierwotnie zalążki planet skalistych osiągnęły masę około 0,1 M🜨 i przestały akumulować materię około 100 000 lat po powstaniu Słońca. Ich dalszy wzrost do obecnych rozmiarów miał miejsce na skutek kolejnych zderzeń i połączeń.
Z kolei gazowe olbrzymy, czyli Jowisz, Saturn, Uran i Neptun, powstały w większej odległości od Słońca – za orbitą Marsa, gdzie promieniowanie gwiazdy było na tyle słabe, że związki wody mogły pozostać w stanie stałym. Lód, z którego powstały planety zewnętrzne, występował w większej ilości niż metale i krzemiany, z których powstały planety skaliste. Dzięki temu osiągnęły one wystarczająco dużą masę, aby przyciągnąć atomy najlżejszych i najpowszechniejszych pierwiastków, wodoru i helu. Planetozymale w zewnętrznym Układzie Słonecznym osiągnęły masę do 4 M⊕ w ciągu około 3 milionów lat. Teoretycy uważają, że Jowisz nieprzypadkowo powstał zaraz za linią śniegu. Z opadającej w kierunku Słońca materii z zawartością lodu przy tej granicy zebrały się poprzez sublimację spore ilości wody i powstał region obniżonego ciśnienia, który przyspieszył ruch cząsteczek pyłu wokół Słońca i zapobiegł ich dalszemu przesuwaniu się do wewnątrz. W rezultacie linia śniegu stała się barierą, wzdłuż której, na odległości około 5 j.a. od Słońca, zaczęły szybko gromadzić się znaczne ilości materii. Utworzyła ona olbrzymi zalążek planety o masie około 10 mas Ziemi, który następnie zaczął szybko rosnąć, akumulując wodór z otaczającego go dysku, powiększając się o 150 mas Ziemi w ciągu około 1000 lat i ostatecznie osiągając masę 318 razy większą niż Ziemia. W tym procesie Jowisz generował tyle energii, że przez krótki czas mógł być jaśniejszy niż Słońce. Z kolei znacząco mniejszą masę Saturna można wyjaśnić tym, że powstał on kilka milionów lat po Jowiszu, gdy ilość dostępnego wodoru była już dużo mniejsza.
Młode gwiazdy typu T Tauri, jaką było Słońce, charakteryzują się dużo silniejszym wiatrem słonecznym niż starsze, bardziej stabilne gwiazdy. Uważa się, że Uran i Neptun uformowały się dopiero po powstaniu Jowisza i Saturna, gdy silny wiatr słoneczny przeniósł w przestrzeń kosmiczną większość materiału twórczego. W rezultacie planety nagromadziły niewielkie ilości wodoru i helu – nie więcej niż 1 M⊕ każda. Powstania Urana i Neptuna nie wyjaśniają standardowe teorie powstawania planet, ponieważ planety te znajdują się w rejonie, w którym mała gęstość planetozymali i słabe oddziaływanie grawitacyjne Słońca czyniłyby proces akrecji tak dużych ciał wolnym i niewydajnym. W obecnej odległości od Słońca proces kumulacji materiału trwałby setki milionów lat; jest to niemożliwe, ponieważ dysk protoplanetarny został oczyszczony z gazu i pyłu znacznie wcześniej. Oznacza to, że Uran i Neptun uformowały się prawdopodobnie bliżej Słońca, w rejonie pomiędzy obecnym położeniem Jowisza i Saturna, by później przemieścić się na zewnątrz Układu (patrz Migracja planet poniżej). Z kolei analiza próbek pobranych przez sondę Stardust z komety Wild 2 sugeruje, że materiały z wczesnego okresu formowania się Układu Słonecznego zostały przeniesione z cieplejszej, wewnętrznej części Układu Słonecznego w region pasa Kuipera.
Po okresie ok. 3–10 mln lat wiatr gwiazdowy młodego Słońca oczyścił dysk protoplanetarny z gazów i pyłów, częściowo poprzez wyrzucenie ich w przestrzeń międzygwiezdną, a częściowo poprzez wchłonięcie, kończąc w ten sposób okres powiększania się rozmiarów planet.

## Dalsza ewolucja
Początkowo sądzono, że planety ukształtowały się na lub w pobliżu orbit, na których znajdują się obecnie. Jednak pod koniec XX i na początku XXI wieku pogląd ten porzucono. Obecnie uważa się, że Układ Słoneczny zaraz po powstaniu wyglądał zupełnie inaczej niż w czasach współczesnych: w obszarze wewnętrznym miało istnieć kilka obiektów o masie co najmniej dorównującej masą Merkuremu, zewnętrzny Układ Słoneczny rozciągał się na mniejszy obszar niż obecnie, a pas Kuipera znajdował się bliżej Słońca.

### Planety skaliste
Pod koniec epoki formowania się planet w wewnętrznym Układzie Słonecznym znajdowały się protoplanety o masach pomiędzy obecną masą Księżyca a Marsa. Ze względu na wzajemne oddziaływania grawitacyjne i obecność Jowisza obiekty te zderzały się ze sobą i łączyły w procesie, który mógł trwać nawet do 100 milionów lat. Ostatecznie powstały cztery planety skaliste Układu. Ponadto w wyniku jednego z takich zderzeń miał powstać Księżyc (patrz Księżyce poniżej). Inna kolizja pozbawiła z kolei młodego Merkurego powłoki zewnętrznej.

### Pas planetoid
Pomiędzy obszarem planet skalistych a strefą gazowych olbrzymów, od 2 do 4 j.a. od Słońca, rozciąga się pas planetoid. Początkowo zawierał on materię, której łączna masa przekraczała masę Ziemi i uformowało się w nim wiele planetozymali. Ciała te zderzały się ze sobą i powstały protoplanety, później jednak oddziaływanie grawitacyjne Jowisza usunęło 99% tych obiektów z pasa planetoid.

### Migracja planet

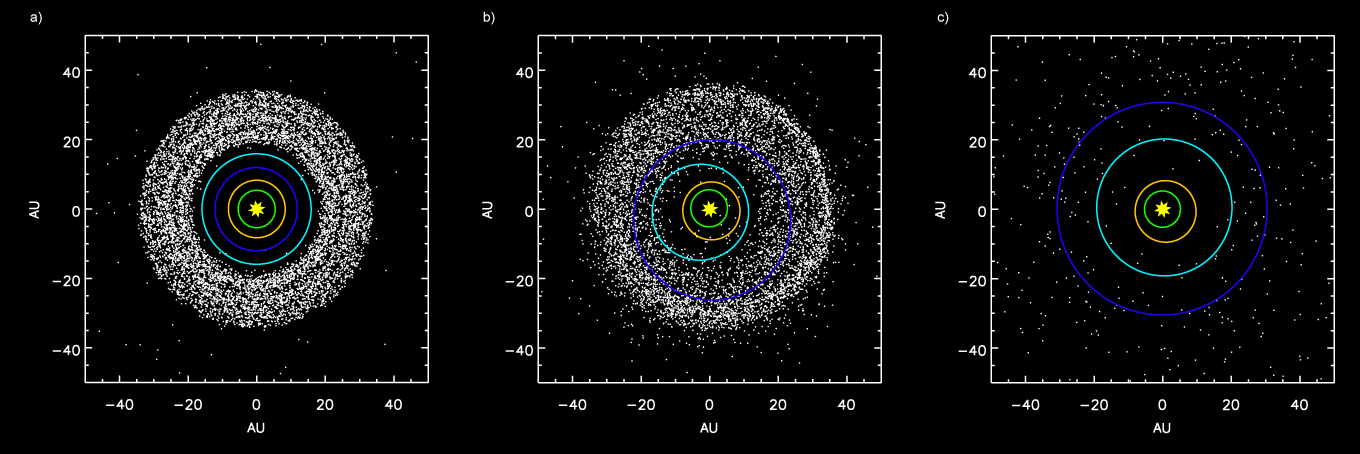
Symulacja pokazuje planety zewnętrzne i Pas Kuipera: a) Zanim stosunek okresów obiegu Jowisza do Saturna wynosił 2:1 b) Podczas rozpraszania się obiektów Pasa Kuipera w Układ Słoneczny, poza orbitę Neptuna c) Po wypchnięciu ciał Pasa Kuipera przez Jowisza.

Zgodnie z hipotezą mgławicy planetarnej dwie zewnętrzne planety zamieniły się miejscami. Lodowe olbrzymy, Uran i Neptun, istnieją w regionie, w którym ich powstanie było mało prawdopodobne ze względu na małą gęstość mgławicy słonecznej i długi okres orbitalny. Zamiast tego, uważa się, że obie planety powstały w pobliżu orbit Jowisza i Saturna, gdzie znajdowało się więcej materiału, a na przestrzeni setek milionów lat przesunęły się na zewnątrz, na swoje obecne orbity.
Migracja zewnętrznych planet jest również konieczna, aby wyjaśnić istnienie i własności najbardziej zewnętrznych regionów Układu Słonecznego. Poza orbitą Neptuna w Układzie Słonecznym rozciągają się pas Kuipera, dysk rozproszony i obłok Oorta, trzy zbiory niewielkich lodowych obiektów uważanych za źródło pochodzenia większości obserwowanych komet. Pas Kuipera położony jest w odległości od 30 do 55 j.a. od Słońca, podczas gdy dysk rozproszony sięga 100 j.a., a najbardziej odległy obłok Oorta rozpoczyna się w odległości 50 000 j.a. od Słońca. W tej odległości od Słońca akrecja była zbyt powolna, aby mogły powstać planety, zanim mgławica słoneczna uległa rozproszeniu, a zatem pierwotny dysk miał zbyt małą gęstość materii, aby mógł skonsolidować się w planetę. Jednakże pierwotnie Pas Kuipera był dużo gęstszy i znajdował się bliżej Słońca. Jego zewnętrzna krawędź miała w przybliżeniu 30 j.a. Wewnętrzna krawędź byłaby wtedy dokładnie poza orbitami Uranu i Neptuna, które z kolei były znacznie bliżej Słońca, gdy się tworzyły (najprawdopodobniej w odległości między 15–20 j.a.), i zamienione miejscami, z Neptunem pierwotnie bliżej Słońca niż Uran.

## Księżyce
Wokół planet i licznych innych obiektów Układu Słonecznego krążą księżyce. Te naturalne satelity powstały w jeden z następujących sposobów:
- wspólna formacja z dysku akrecyjnego wraz z planetą (tylko w przypadku gazowych olbrzymów),
- formacja z odłamków z dużej kolizji planety macierzystej z innym obiektem (np. Księżyc ziemski),
- przechwyt przelatujących w pobliżu obiektów przez oddziaływanie grawitacyjne planety.

Jowisz i Saturn posiadają dużą liczbę księżyców, z których część prawdopodobnie powstała z dysków gazu w podobny sposób jak planety wokół Słońca. Należą do nich między innymi Io, Europa, Ganimedes i Tytan. Na takie pochodzenie tych satelitów wskazują ich duże rozmiary i niewielka odległość od planety. Tych własności nie można wyjaśnić przechwyceniem, podczas gdy gazowa natura ich macierzystych planet wyklucza uformowanie się tych księżyców na skutek zderzeń. Z kolei zewnętrzne tzw. księżyce nieregularne gazowych olbrzymów są generalnie niewielkie i mają ekscentryczne orbity charakteryzujące się dużą inklinacją w stosunku do płaszczyzny obrotu planety. Te cechy odpowiadają charakterystykom obiektów przechwyconych. Kierunek ruchu orbitalnego większości takich księzyców jest wsteczny w stosunku do ruchu planety macierzystej. Największym takim nieregularnym księżycem jest Tryton, który prawdopodobnie został przechwycony z pasa Kuipera przez oddziaływanie grawitacyjne Neptuna.

## Przyszłość

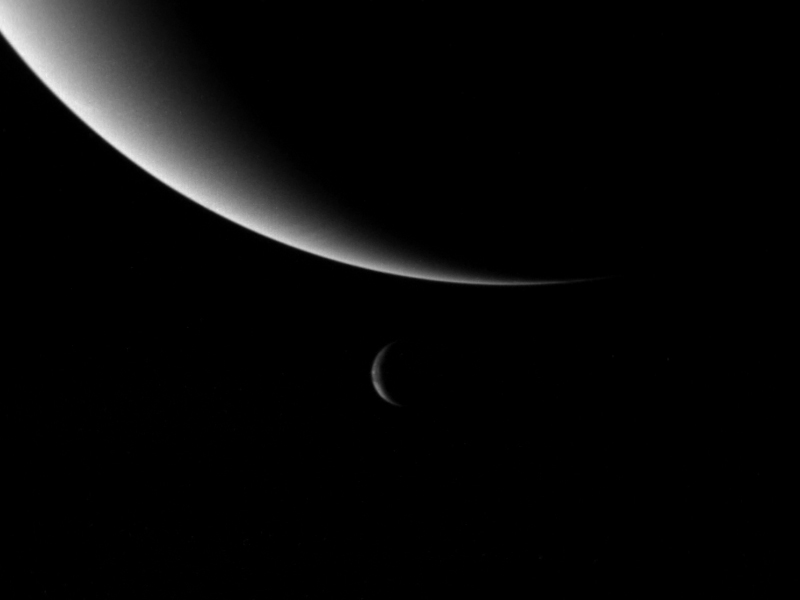
Zdjęcie Neptuna i jego księżyca Trytona wykonane przez sondę Voyager 2. Orbita Trytona znajdzie się ostatecznie wewnątrz granicy Roche’a, gdzie siły pływowe doprowadzą do jego rozerwania i być może powstania nowego systemu pierścieni planetarnych

Astronomowie przewidują, że Układ Słoneczny w obecnej postaci nie ulegnie drastycznym zmianom, dopóki Słońce nie spali całego wodoru w swoim jądrze, zamieniając go w hel i przechodząc w kolejną fazę ewolucji na diagramie Hertzsprunga-Russella, zmieniając się z gwiazdy ciągu głównego w czerwonego olbrzyma. Do tego czasu Układ Słoneczny będzie ulegał powolnym zmianom.

### Chaotyczność Układu Słonecznego
Z powodu oddziaływań ciał Układu Słonecznego nie tylko ze Słońcem, ale też między sobą orbity ciał w Układzie Słonecznym różnią się od keplerowskich, odstępstwa te zwane perturbacjami ulegają zmianom. Zmiany te są trudne do dokładnego przewidzenia, dlatego określane są jako chaos deterministyczny. Zmiany mają charakter okresowy, jak i stałego trendu. Jednym z przykładów jest system Pluton-Neptun, z rezonansem orbitalnym 3:2. Model numeryczny wykazał, że ruch Plutona jest chaotyczny, z największym wykładnikiem Lapunowa o wartości 10−7,3 na rok, a za około 20 mln lat nastąpi wzrost wykładniczy dywergencji trajektorii (czas Lapunowa). Inny przykład to ziemska oś obrotu, której nachylenie ulegać ma chaotycznym wahaniom o okresie 1,5–4,5 mld lat, ze względu na tarcie pomiędzy jądrem a płaszczem w wyniku oddziaływania pływowego Ziemi z Księżycem.

## Kontekst galaktyczny
Gwiazdy rodzą się w galaktykach posiadających wystarczającą ilość gazu galaktycznego. W galaktykach spiralnych, takich jak Droga Mleczna, regionami gwiazdotwórczymi są przede wszystkim ramiona spiralne; najprawdopodobniej więc Układ Słoneczny narodził się w jednym z takich spiralnych regionów o podwyższonej gęstości gazu.
Skład atomowy takiej mgławicy to przede wszystkim wodór i hel oraz niewielka, ale istotna domieszka pierwiastków cięższych, pochodzących z wybuchów gwiazd supernowych. Eksplozje takie, oprócz wzbogacania gazu galaktycznego w pierwiastki, spełniają być może również role „mechanizmów spustowych” dla procesów gwiazdotwórczych: przypuszcza się, że powstająca w ich trakcie fala uderzeniowa może stać się powodem wytrącenia chmury gazu z równowagi i rozpoczęcia procesu grawitacyjnego zapadania się.
Jako że gwiazdy rodzą się w grupach (por. obszary H II), wraz ze Słońcem i otaczającym go układem planetarnym ukształtowały się najprawdopodobniej inne gwiazdy. Istnieją modele powstania Układu Słonecznego, w których w pierwszym okresie jego istnienia Słońce miało gwiazdowego towarzysza, było więc składnikiem układu podwójnego; nie ma jednak danych obserwacyjnych potwierdzających ten punkt widzenia.

## Chronologia
Chronologia powstania Układu Słonecznego została wyznaczona przy pomocy datowania izotopowego. Naukowcy szacują, że Układ Słoneczny ma 4,6 miliarda lat. Najstarsze minerały na Ziemi mają około 4,4 miliarda lat. Skały o tak wczesnym czasie powstania spotyka się jednak bardzo rzadko, ponieważ powierzchnia Ziemi jest nieustannie przekształcana przez erozję, wulkanizm i zjawiska tektoniczne. Do oszacowania wieku Układu Słonecznego używa się więc danych z meteorytów, uformowanych podczas wczesnej kondensacji mgławicy słonecznej. Prawie wszystkie meteoryty mają wiek 4,6 miliarda lat, co sugeruje, że jest to minimalny wiek Układu Słonecznego.

### Chronologia powstania i ewolucji Układu Słonecznego
Uwaga: Daty i czasy podane w tabeli są przybliżone i należy je traktować wyłącznie jako wskaźnik rzędu wielkości.
| Faza                     | Czas przed/od powstania Słońca                    | Wydarzenia |
| ------------------------ | ------------------------------------------------- | --- |
| Przed Układem Słonecznym | Miliardy lat przed powstaniem Układu Słonecznego  | Poprzednie pokolenia gwiazd żyją i umierają, wprowadzając pierwiastki ciężkie do ośrodka międzygwiazdowego, z którego utworzy się Układ Słoneczny. |
| Przed Układem Słonecznym | ok. 5×107 lat przed powstaniem Układu Słonecznego | Prawdopodobna eksplozja bliskiej supernowej wpływa na powstający Układ Słoneczny. Kiedy Układ Słoneczny uformował się, w Mgławicy Oriona tworzyły się gwiazdy. Po szybkiej ewolucji jedna z masywnych gwiazd mgławicy kończy swoje życie eksplozją.                                           |
| Powstawanie Słońca       | 0–105 lat                                         | Mgławice przedsłoneczne formują się i zaczynają się zapadać grawitacyjnie. Zaczyna tworzyć się Słońce. |
| Powstawanie Słońca       | 105–5×107 lat                                     | Słońce stało się gwiazdą typu T Tauri. |
| Powstawanie Słońca       | 105–107 lat                                       | Formują się zewnętrzne planety. Przez 107 lat gaz z dysków protoplanetarnych był wywiewany. Formowanie się zewnętrznych planet jest prawie ukończone. |
| Powstawanie Słońca       | 107–108 lat                                       | Formują się planety skaliste i Księżyc. Mają miejsce zderzenia dużych ciał niebieskich. Na Ziemi pojawia się woda. |
| Gwiazda ciągu głównego   | 5×107 lat                                         | Słońce staje się gwiazdą ciągu głównego. |
| Gwiazda ciągu głównego   | 2×108 lat                                         | Powstają najstarsze skały na Ziemi. |
| Gwiazda ciągu głównego   | 5–6×108 lat                                       | Rezonans orbitalny Jowisza i Saturna przesuwa Neptuna na pas Kuipera. W wewnętrznej części Układu ma miejsce Wielkie Bombardowanie. |
| Gwiazda ciągu głównego   | 8×108 lat                                         | Pierwsze ślady życia na Ziemi. |
| Gwiazda ciągu głównego   | 4,6×109 lat                                       | Obecnie. Słońce pozostaje gwiazdą ciągu głównego. Stopniowo staje się cieplejsze i jaśniejsze, w tempie około 10% na miliard lat. |
| Gwiazda ciągu głównego   | 6×109 lat                                         | Ekosfera przesuwa się poza ziemską orbitę, być może sięga orbity Marsa. |
| Gwiazda ciągu głównego   | 7×109 lat                                         | Następuje kolizja Drogi Mlecznej z Andromedą. Zjawisko zmienia otoczenie galaktyczne, ale prawdopodobnie ma niewielki wpływ na Układ Słoneczny. |
| Po ciągu głównym         | (10–12)×109 lat                                   | Wyczerpują się zapasy wodoru w jądrze Słońca, kończy się cykl ciągu głównego. Gwiazda staje się czerwonym olbrzymem. Dramatycznie wzrasta świetlność Słońca (do 2700 razy), promień (250-krotnie), a przy tym następuje ochłodzenie (do 2600 K). Merkury, Wenus i Ziemia ulegają wchłonięciu. |
| Po ciągu głównym         | ok. 12×109 lat                                    | W fazach po ciągu głównym Słońce łącznie traci ~30% masy. Następuje wyrzucenie warstw zewnętrznych, powstaje mgławica planetarna. Pozostaje biały karzeł – jądro Słońca, które stopniowo ochładza się.                                                                                        |
| Koniec Układu            | ponad 12×109 lat                                  | Słońce jako biały karzeł nie wytwarza już energii, jego temperatura obniża się a jasność maleje aż do osiągnięcia stanu czarnego karła. |
| Koniec Układu            | 1015 lat                                          | Temperatura Słońca spada do 5 K. Grawitacja przechodzących gwiazd wytrąca planety z ich orbit. Koniec Układu Słonecznego. |